# Campeonato de España de Ciclismo en Ruta 2013
La CXII edición del Campeonato de España de Ciclismo en Ruta se disputó el 23 de junio de 2013 en Bembibre (provincia de León), por varios circuitos que constaron en total de 208 km de recorrido.
Participaron 87 ciclistas, siendo los equipos más representados el Movistar (16 corredores) y Euskaltel Euskadi (15 corredores), de los que acabaron 71.
La prueba fue ganada por Jesús Herrada, que consiguió su primer campeonato. Le acompañaron en el podio Ion Izagirre y Luis León Sánchez, respectivamente.

## Clasificación final
| Posición | Ciclista           | Equipo             | Tiempo          |
| -------- | ------------------ | ------------------ | --------------- |
|          | Jesús Herrada      | Movistar           | 5 h 27 min 16 s |
|          | Ion Izagirre       | Euskaltel Euskadi  | a 2 s           |
|          | Luis León Sánchez  | Blanco             | a 5 s           |
| 4.       | José Joaquín Rojas | Movistar           | m.t.            |
| 5.       | Eduard Prades      | OFM-Quinta da Lixa | m.t.            |
| 6.       | Alejandro Valverde | Movistar           | m.t.            |
| 7.       | Carlos Barbero     | Euskadi            | m.t.            |
| 8.       | Arkaitz Durán      | Efapel-Glassdrive  | m.t.            |
| 9.       | Rubén Pérez        | Euskaltel Euskadi  | m.t.            |
| 10.      | Pello Bilbao       | Euskaltel Euskadi  | m.t.            |